# Украинская улица (Феодосия)
Украинская улица — улица в Феодосии, одна из центральных улиц города, от проспекта Айвазовского до 2-го Овражного переулка.

## История
Одна из старейших улиц Феодосии. 

Ранее от современного д. 16 к Галерейной улице располагался Сенной рынок, здесь же была кузница. С конца XIX века улица носила имя местного домовладельца известного феодосийского предпринимателя и мецената Эммануила Эммануиловича Грамматикова († 1829)

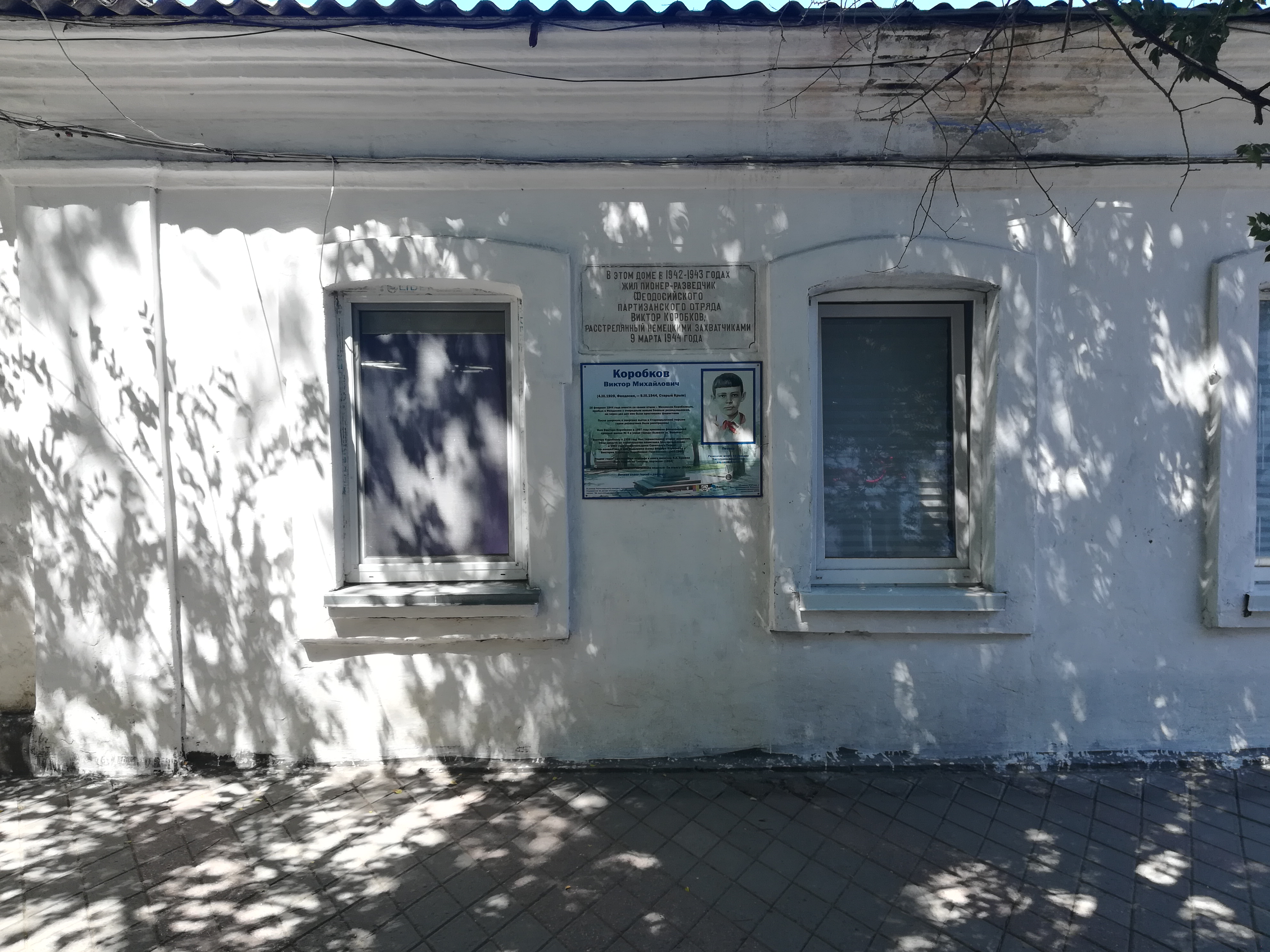
Мемориальная доска и памятный стенд Коробкову

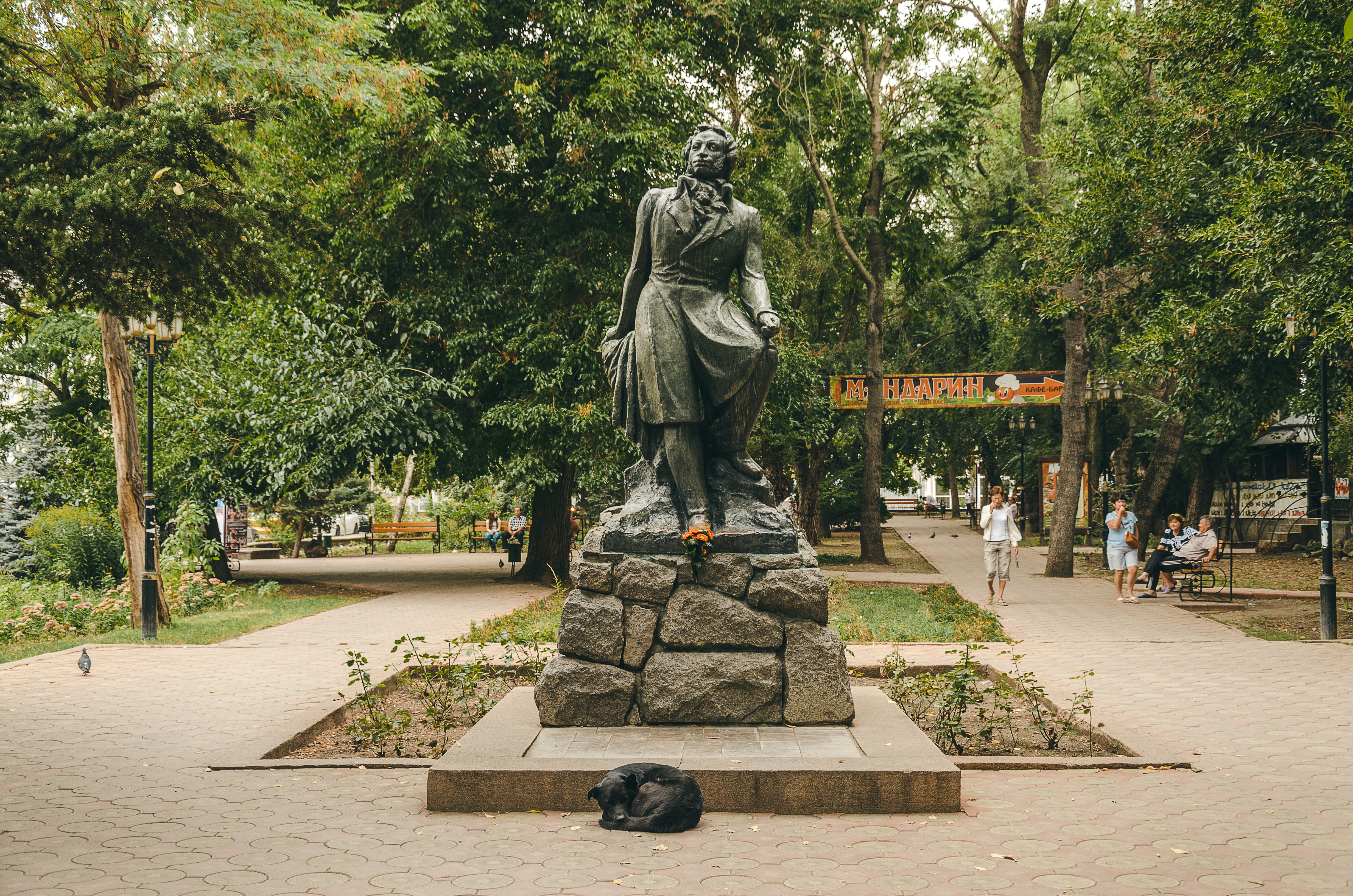
Памятник А.С.Пушкину (Пушкинский сквер)

В советское время была переименована в честь русского революционера, уроженца Керчи, Петра Лазаревича Войкова (1888—1927). Осенью 2003 года улица сменила название на Украинскую.

## Известные жители
- д. 8 — пионер-герой, участник антифашистского сопротивления в Феодосии в годы Великой Отечественной войны Витя Коробков (1929—1944).

## Достопримечательности
- Пушкинский сквер[4][5]
- д. 60Б — Бывшее имение графа Бадоева[6]